# رابرت رایت (روزنامه‌نگار)
رابرت رایت (انگلیسی: Robert Wright؛ زادهٔ ۱۵ ژانویهٔ ۱۹۵۷) روزنامه‌نگار، و نویسنده اهل ایالات متحده آمریکا است.